# Sparwood
Sparwood ist eine Gemeinde in der kanadischen Provinz British Columbia und hat den Status einer District Municipality. Sie liegt unweit der Grenze zu Alberta im südöstlichsten Teil der Provinz im Tal des Elk River. Die Gemeinde liegt im Regional District of East Kootenay, westlich der kontinentalen Wasserscheide in der Southern Continental Ranges, einer Teilkette der Kanadischen Rocky Mountains.
Ursprünglich Jagd und Siedlungsgebiet der Ktunaxa, erfolgte die Zuerkennung der kommunalen Selbstverwaltung für die Gemeinde am 12. Mai 1966 (incorporated als District Municipality).
Der Ort war und ist mit seiner Umgebung stark vom Bergbau geprägt. Als Sehenswürdigkeit gilt ein ausgestellter Terex Titan aus dem Jahr 1973, der seinerzeit der größte Muldenkipper der Welt war.

## Demographie
Die letzte offizielle Volkszählung, der Census 2016, ergab für die Ansiedlung eine Bevölkerungszahl von 3784 Einwohnern, nachdem der Zensus im Jahr 2011 für die Gemeinde noch eine Bevölkerungszahl von 3667 Einwohnern ergab. Die Bevölkerung hat dabei im Vergleich zum letzten Zensus im Jahr 2011 um 3,2 % zugenommen und sich damit schwächer als der Provinzdurchschnitt, mit einer Bevölkerungszunahme in British Columbia um 5,6 %, entwickelt. Im Zensuszeitraum 2006 bis 2011 hatte die Einwohnerzahl in der Gemeinde noch schwächer als die Entwicklung in der Provinz um 1,4 % zugenommen, während sie im Provinzdurchschnitt um 7,0 % zunahm.
Für den Zensus 2016 wurde für die Gemeinde ein Medianalter von 39,8 Jahren ermittelt. Das Medianalter der Provinz lag 2016 bei nur 43,0 Jahren. Das Durchschnittsalter lag bei 39,2 Jahren, bzw. bei 42,3 Jahren in der Provinz. Zum Zensus 2011 wurde für die Gemeinde noch ein Medianalter von 39,5 Jahren ermittelt. Das Medianalter der Provinz lag 2011 bei nur 41,9 Jahren.

## Verkehr
Die Kleinstadt liegt am Highway 3, dem Crowsnest Highway und ist an diesem die erste – von Alberta kommend – größere Siedlung in British Columbia. In Sparwood beginnt der Highway 43 Richtung Norden, über welchen erst die Gemeinde Elkford und dann der Elk Lakes Provincial Park erreicht werden kann.
Weiterhin wird die Gemeinde von der Eisenbahnstrecke der Canadian Pacific Railway durchquert, welche über den Crowsnest Pass nach Alberta führt.
Der örtliche Elk Valley Flughafen (IATA-Code: -, ICAO-Code: CYSW, Transport Canada Identifier: -) hat nur eine asphaltierte Start- und Landebahn von nur 1219 m Länge und liegt rund 8 km nördlich der Gemeinde.
Öffentlicher Personennahverkehr wird örtlich und mit regionalen Verbindungen nach Elkford und Fernie durch das „Elk Valley Transit System“ angeboten, welches von BC Transit in Kooperation betrieben wird.